# Perlodes
Genre
Perlodes est un genre d'insectes plécoptères de la famille des Perlodidae.
Les larves aquatiques vivent dans des eaux de bonne qualité (oxygénation, absence de pollutions) des ruisseaux et rivières.
Ce genre comprend de nombreuses espèces notamment en Europe.

## Liste des espèces
Selon GBIF (13 décembre 2024) :
- Perlodes dispar (Rambur, 1842)
- Perlodes floridus Kovács & Vinçon, 2012
- Perlodes frisonanus Kohno, 1943
- Perlodes infumata (McLachlan, 1869)
- Perlodes intricatus (Pictet, 1841)
- Perlodes jurassicus Aubert, 1946
- Perlodes kippenhani Stark, 2010
- Perlodes lobata Wu & Claassen, 1934
- Perlodes microcephalus (Pictet, 1833)
- Perlodes mortoni (Klapálek, 1906)
- Perlodes norvegica (Kempny, 1900)
- † Perlodes resinata (Hagen, 1856)
- Perlodes sinensis Navás, 1933
- Perlodes stigmata Ra, Kim, Kang & Ham, 1994
- † Perlodes succinica (Hagen, 1856)
- Perlodes thomasi Vinçon, Dia & Kovács, 2013
- Perlodes truncata Wu & Claassen, 1934